# Criminal (chanson)
Pour les articles homonymes, voir Criminal.
Singles de Britney Spears
I Wanna Go
(2011) Scream & Shout
(2012)
Pistes de Femme Fatale
Gasoline Up N' Down
Criminal est une chanson de la chanteuse américaine pop, Britney Spears. C'est le quatrième single extrait de l'album Femme Fatale. Le titre est produit par Max Martin et Shellback, qui ont notamment produit le précédent single de l'opus, I Wanna Go. Alors que de nombreuses rumeurs couraient au sujet du quatrième single de Femme Fatale, annonçant tantôt Inside Out, (Drop Dead) Beautiful ou Trouble for Me, Britney Spears a annoncé en exclusivité Criminal lors d'une interview en coulisse des MTV Video Music Awards 2011.

## Réception

### Critiques
Criminal est l'unique ballade de l'album Femme Fatale où s'enchaînent les morceaux up tempo pop dance. Britney Spears y chante son addiction pour un nouvel homme « rebelle au cœur impur », un amour qu'elle qualifie d'« irrationnel ».  Ce morceau a souvent été comparé aux titres de Madonna durant l'ère American Life du fait des guitares acoustiques présentent sur la chanson. Criminal a reçu des avis positifs de la part des critiques, le site Charts in France dit : « C'est LA ballade de l'album, celle qui nous rappelle aussi que Britney est aussi à l'aise sur des titres calmes que sur des morceaux plus toniques. », c'est également une des chansons les plus plébiscités par les fans de la chanteuse. Celle-ci lors des MTV Video Music Awards 2011 déclare : « La première fois que j'ai entendu la chanson je n'avais jamais entendu quelque chose de ce genre. Je voulais vraiment continuer avec cette chanson. »

### Accueil commercial
Criminal reçoit un succès modéré par rapport aux précédents singles de Femme Fatale. Il se classe notamment à la 55e place aux États-Unis (19e du classement US Pop Songs) et est également top 20 dans cinq pays la France ou le Canada. À la sortie de Femme Fatale, Criminal atteint la 51e place du GAON International Chart en Corée du Sud.

## Vidéoclip

### Genèse
Le clip de Criminal a été tourné à Stoke Newington, un quartier de Londres, le weekend du 17 septembre 2011. Il a été réalisé par Chris Marrs Piliero, qui a réalisé la vidéo du précédent single de Spears, I Wanna Go. Après les MTV Video Music Awards 2011, Britney Spears déclara à MTV News qu'elle pensait avoir à un « concept vraiment cool pour la vidéo, juste pour le rendre intéressant. Vous aurez à voir. » Le 6 septembre 2011, la chanteuse annonce via Twitter qu'elle a décidé de tourner la vidéo « dans les rues de la bonne vieille Angleterre quand je serai là. » Dans une interview avec AOL, elle explique : « Je n'ai jamais tourné sur place en dehors du sol américain pour une vidéo. Donc, ce devrait être très intéressant. Ça a été en partie mon idée... Pour voir si cela pouvait être mis en place, et ils étaient comme: "Ouais, c'est une bonne idée" donc nous l'avons fait. » Le 17 septembre 2011, MTV UK rapporte que la vidéo consisterait à « voir Britney Spears dans un style Bonnie et Clyde se lancer dans une vague de crimes dans la capitale ». Le jour suivant, des photos de la chanteuse et son petit-ami Jason Trawick sur le tournage de la vidéo ont été mises en ligne. Sur les clichés, ils sont tous deux en sortant d'un commerce tout en portant des pistolets. Dans The Morning, Britney Spears explique que la vidéo traite d'une « fille de haute société et sa façon de vivre est totalement différente de la personne dont elle est amoureuse. Et il s'agit de faire se rapprocher ces deux personnages totalement différents. »
La vidéo est parue le 17 octobre sur l'iTunes Store où elle a rapidement atteint le sommet du classement des vidéoclips. Sur le compte Vevo de Britney Spears, la vidéo était soumise à une limite d'âge, seuls les utilisateurs majeurs, ayant un compte YouTube pouvait y accéder. Peu de temps après la diffusion de Criminal, la chanteuse annonce sur Twitter que sa chaîne officielle YouTube compte désormais plus d'un milliard de vues.
En France, le clip est diffusé avec la signalétique « Déconseillé aux moins de 10 ans » sur MCM, MCM Top, CStar. M6 Music le diffuse sans signalétique ainsi que NRJ Hits (le diffusait en 2011 en journée avec une signalétique).[réf. nécessaire].

### Synopsis
La vidéo débute au cours d'une soirée mondaine dans laquelle Spears semble être la recherche de quelqu'un. Le coup d'envoi de son est inspiré de la scène de Jennifer Love Hewitt marchant à une fête dans le film Big Party (1998). Son petit ami (Bradshaw), s'entretient avec deux personnes à côté d'elle. Il l'attaque ensuite verbalement et attrape son visage. Après quoi elle se rend aux toilettes où elle essuie une larme et se parfume de sa fragrance, Radiance. Elle revient à la fête et voit son copain flirter avec une autre femme; Spears lance alors à la jeune femme: « Alors vous ne travaillez pas au coin de la rue ce soir à ce que je vois? » Elle met alors son petit ami en colère, Il la saisit par le bras et l'amène à l'extérieur du bâtiment. Alors, il la gifle, l'un des serveurs de la fête (Jason Trawick) vêtu d'une veste en cuir frappe son petit ami à plusieurs reprises. Le serveur demande à Spears si elle tout va bien, et après avoir frappé son copain à l'entrejambe, elle répond « Maintenant, je vais bien ». Elle monte alors avec le serveur à moto et quitte les lieux. Quand ils arrivent chez lui, un journal révèle qu'il est un criminel. Spears ouvre l'un des casiers dans sa maison et trouve un revolver, après quoi le couple s'embrasse. Il est suivi par des scènes d'eux ayant des relations sexuelles.
Le lendemain matin, le criminel apporte le petit déjeuner au lit à Spears. Son corps est recouvert de plusieurs tatouages, dont l'un sur sa poitrine où l'on peut lire "R.I.P. Goose", une référence au film Top Gun (1986). Ils se rendent à une supérette où Spears vole des bougies à la vanille et braque un employé. Le criminel prend l'argent de la caisse et ils s'échappent en volant une Citroën DS3. Le vol est enregistré par les caméras de sécurité, et des photos du couple apparaissent au journal télévisé. Il y a ensuite des scènes du couple ayant des relations sexuelles sous la douche. Alors qu'ils changent de vêtements, plusieurs policiers interviennent alors devant la maison du criminel. Ils commencent à tirer alors que Spears et son homme s'embrassent passionnément. Les policiers pénètrent ensuite dans la maison, et l'un d'eux confirme que le couple s'est échappé. La vidéo se termine avec Britney Spears et le criminel s'échappant à moto alors que le générique défile. On peut alors lire "Aucune des bougies à la vanille ont été blessées au cours de la réalisation de ce clip." Également, on peut voir tout au long de la vidéo des scènes entrecoupées de Spears effectuant des mouvements de danse similaire à du voguing.

### Polémique
Avant la sortie du vidéoclip, le Hackney London Borough Council a critiqué Spears pour « promouvoir la violence des armes à feu » car la région du tournage a été durement touchée durant les émeutes de 2011 en Angleterre. Le Conseil a déclaré à London Tonight: « Dans ce cas, nous n'avons pas eu d'accord pour qu'une réplique d'un pistolet puisse être utilisé à Stoke Newington et nous sommes déçus... Nous aurons à soulever cette question avec la société de production. » Le conseiller Ian Rathbone ajoute que Spears devrait s'excuser et faire une importante donation à une association caritative d'Hackney pour la grossièreté et les dégâts dont elle a fait preuve à l'égard de cette communauté. Lorsqu'on lui demande si elle ne pensait pas que le Conseil avait eu une réaction excessive, Hackney MP Diane Abbott insiste : « C'est seulement un vidéoclip, mais ce sont des images comme celles-ci, avec des pop stars rendant les braquages glamours qui poussent certains jeunes à mal tourner. » Le 26 septembre 2011, des représentants de Britney Spears ont publié une déclaration à MTV News disant : « la vidéo est une histoire fantastique mettant en vedette le petit-ami de Britney, Jason Trawick, qui joue littéralement les paroles d'une chanson écrite trois années avant que les émeutes n'aient lieu. » La vidéo de Criminal avant même sa parution, a ainsi été classée dixième du classement des dix clips les plus controversés de la musique pop par AOL le 29 septembre 2011.

## Formats
| - Single Digital 1. Criminal (Radio Mix) — 3:45 - Single Digital Allemand 1. Criminal (Radio Mix) — 3:45 2. Criminal (Varsity Team Radio Remix) — 4:23 - Remixes Digital EP Digital 1. Criminal (DJ Laszlo Mixshow Edit) – 5:20 2. Criminal (DJ Laszlo Club Mix) – 6:53 3. Criminal (Tom Piper & Riddler Remix) – 5:50 4. Criminal (Varsity Team Extended Remix) – 6:36 5. Criminal (Varsity Team Mixshow) – 6:21 - Remixes Physique EP Chine - Non Officiel 1. Criminal (DJ Laszlo Mixshow Edit) – 5:20 2. Criminal (DJ Laszlo Club Mix) – 6:53 3. Criminal (Tom Piper & Riddler Remix) – 5:50 4. Criminal (Varsity Team Extended Remix) – 6:36 5. Criminal (Varsity Team Mixshow) – 6:21 |

## Crédits et personnels
| - Chant: Britney Spears - Écriture: Shellback, Max Martin, Tiffany Amber | - Production: Max Martin, Shellback |

Crédits extraits du livret de l'album Femme Fatale, Jive Records.

## Classements
| Classement (2011)                           | Meilleure position |
| ------------------------------------------- | ------------------ |
| Belgique (Flandre Ultratop 50 Singles)      | 38                 |
| Belgique (Wallonie Ultratop 50 Singles)     | 24                 |
| Brésil (Billboard Hot 100)                  | 32                 |
| Brésil (Billboard Hot Pop Songs)            | 3                  |
| Canada (Canadian Hot 100)                   | 16                 |
| République tchèque IFPI                     | 15                 |
| Danemark (Tracklisten)                      | 39                 |
| Finlande (Suomen virallinen lista)          | 11                 |
| France (SNEP)                               | 13                 |
| Slovaquie (IFPI Rádio)                      | 8                  |
| Corée du Sud (GAON)                         | 51                 |
| Suède (Sverigetopplistan)                   | 36                 |
| Suisse (Schweizer Hitparade)                | 33                 |
| États-Unis (Billboard Hot 100)              | 55                 |
| États-Unis (Billboard Pop Songs)            | 19                 |
| États-Unis (Billboard Hot Dance Club Songs) | 41                 |

## Historique de sortie
| Pays             | Date              | Format                   | Label                     |
| ---------------- | ----------------- | ------------------------ | ------------------------- |
| Belgique         | 30 septembre 2011 | Téléchargement numérique | Jive Records, RCA Records |
| Italie           | 30 septembre 2011 | Téléchargement numérique | Jive Records, RCA Records |
| Danemark         | 30 septembre 2011 | Téléchargement numérique | Jive Records, RCA Records |
| Grèce            | 30 septembre 2011 | Téléchargement numérique | Jive Records, RCA Records |
| Pays-Bas         | 30 septembre 2011 | Téléchargement numérique | Jive Records, RCA Records |
| Luxembourg       | 30 septembre 2011 | Téléchargement numérique | Jive Records, RCA Records |
| Norvège          | 30 septembre 2011 | Téléchargement numérique | Jive Records, RCA Records |
| Suisse           | 30 septembre 2011 | Téléchargement numérique | Jive Records, RCA Records |
| Finlande         | 3 octobre 2011    | Téléchargement numérique | Jive Records, RCA Records |
| Suède            | 3 octobre 2011    | Téléchargement numérique | Jive Records, RCA Records |
| Portugal         | 3 octobre 2011    | Téléchargement numérique | Jive Records, RCA Records |
| France           | 3 octobre 2011    | Téléchargement numérique | Jive Records, RCA Records |
| États-Unis       | 4 octobre 2011    | Téléchargement numérique | Jive Records, RCA Records |
| Canada           | 4 octobre 2011    | Téléchargement numérique | Jive Records, RCA Records |
| Espagne          | 4 octobre 2011    | Téléchargement numérique | Jive Records, RCA Records |
| États-Unis       | 4 octobre 2011    | Mainstream radio         | Jive Records, RCA Records |
| Autriche         | 7 octobre 2011    | Téléchargement numérique | Jive Records, RCA Records |
| Irlande          | 7 octobre 2011    | Téléchargement numérique | Jive Records, RCA Records |
| Suisse           | 11 novembre 2011  | 2-Track Bundle           | Jive Records, RCA Records |
| Autriche         | 11 novembre 2011  | 2-Track Bundle           | Jive Records, RCA Records |
| Allemagne        | 18 novembre 2011  | 2-Track Bundle           | Jive Records, RCA Records |
| France           | 2 décembre 2011   | Digital Remixes EP       | Jive Records, RCA Records |
| Australie        | 2 décembre 2011   | Digital Remixes EP       | Jive Records, RCA Records |
| Belgique         | 2 décembre 2011   | Digital Remixes EP       | Jive Records, RCA Records |
| Danemark         | 2 décembre 2011   | Digital Remixes EP       | Jive Records, RCA Records |
| Finlande         | 2 décembre 2011   | Digital Remixes EP       | Jive Records, RCA Records |
| Grèce            | 2 décembre 2011   | Digital Remixes EP       | Jive Records, RCA Records |
| Italie           | 2 décembre 2011   | Digital Remixes EP       | Jive Records, RCA Records |
| Luxembourg       | 2 décembre 2011   | Digital Remixes EP       | Jive Records, RCA Records |
| Pays-Bas         | 2 décembre 2011   | Digital Remixes EP       | Jive Records, RCA Records |
| Nouvelle-Zélande | 2 décembre 2011   | Digital Remixes EP       | Jive Records, RCA Records |
| Norvège          | 2 décembre 2011   | Digital Remixes EP       | Jive Records, RCA Records |
| Portugal         | 2 décembre 2011   | Digital Remixes EP       | Jive Records, RCA Records |
| Espagne          | 2 décembre 2011   | Digital Remixes EP       | Jive Records, RCA Records |
| Suède            | 2 décembre 2011   | Digital Remixes EP       | Jive Records, RCA Records |
| États-Unis       | 6 décembre 2011   | Digital Remixes EP       | Jive Records, RCA Records |
| Canada           | 6 décembre 2011   | Digital Remixes EP       | Jive Records, RCA Records |
| Royaume-Uni      | 11 décembre 2011  | Digital Remixes EP       | Jive Records, RCA Records |